# Masdevallia microptera
Masdevallia microptera är en orkidéart som beskrevs av Carlyle August Luer och Würstle. Masdevallia microptera ingår i släktet Masdevallia och familjen orkidéer. Inga underarter finns listade i Catalogue of Life.